# Codeur rotatif

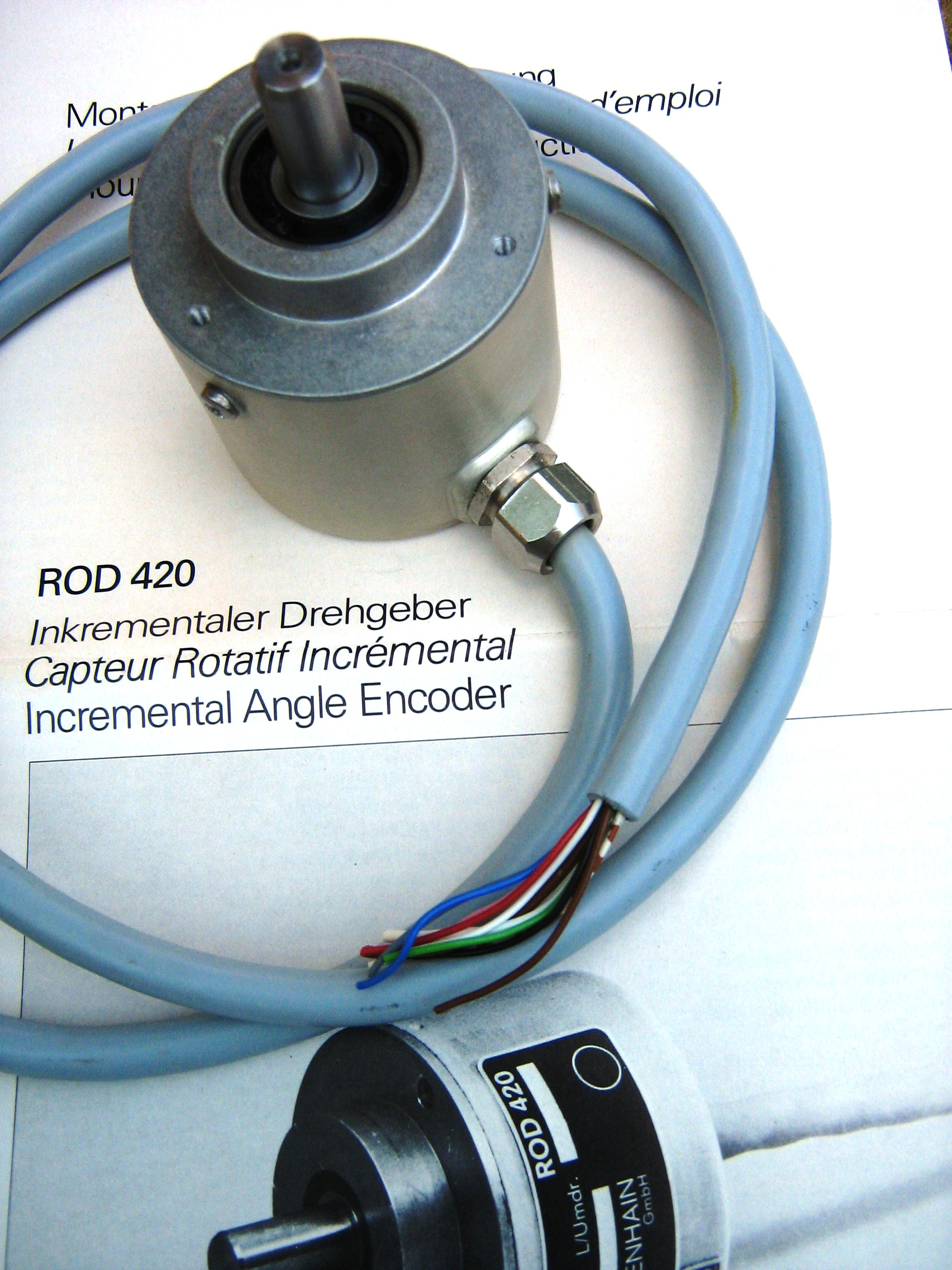
ROD 420

Un codeur rotatif ou capteur rotatif est un type de capteur permettant de fournir une information d'angle, en mesurant la rotation effectuée autour d'un axe.
L'information de vitesse peut alors être déduite de la variation de la position par rapport au temps. Plus le codeur rotatif tourne lentement, plus la déduction de vitesse perd en précision.

## Types de codeurs
Il existe deux principaux types de codeurs :
- le codeur rotatif incrémental, qui ajoute ou soustrait (selon le sens de rotation) une unité à un compteur à chaque rotation supérieure à la résolution du capteur. Le compteur est généralement remis à zéro lorsque l'appareil est allumé. C'est le cas de la souris d'ordinateur à boule ;
- le codeur rotatif absolu, qui intègre son propre compteur. Ce genre de capteur est généralement calibré et initialisé une seule fois, et il conserve normalement sa valeur lors de l'arrêt de l'appareil. C'est le cas des compteurs kilométriques des automobiles, à la différence du « compteur journalier » qui peut être remis a zéro par l'utilisateur.